# Abeto (Umbrien)
Abeto ist eine Fraktion (italienisch frazione) der italienischen Gemeinde Preci in der Provinz Perugia, Region Umbrien.

## Geografie
Der Ort liegt etwa 5 km südöstlich des Hauptortes Preci und etwa 60 km südöstlich der Provinz- und Regionalhauptstadt Perugia. Der Ort liegt bei 970 m s.l.m. und hatte 2001 23 Einwohner. 2011 waren es 14 Einwohner. Nächstgelegene Orte neben dem Hauptort Preci sind Todiano, etwa 1 km nördlich gelegen, und Fiano d’Abeto (etwa 1 km südlich gelegen), beides Ortsteile der Gemeinde Preci. Die Region Marken (Provinz Macerata) beginnt etwa 7 km östlich, die Grenze zum Latium (Provinz Rieti) liegt etwa 17 km südlich. Die Kirchen des Ortes gehören zum Erzbistum Spoleto-Norcia.

## Geschichte
Der Ort entstand auf einem östlichen Felssporn des Monte Saino (1199 m) oberhalb des Tales Valle Castoriana etwa im 10. oder 11. Jahrhundert. Namensgebend ist die Weiß-Tanne (abete bianco). Bis 1250 unterstand der Ort der Abtei Abbazia di Sant’Eutizio aus Piedivalle, heute ein Ortsteil von Preci, und gelangte dann unter die Herrschaft von Norcia. Erhebliche Schäden erlitt der Ort bei den Erdbeben von 1328 und insbesondere 1703, als der Ort fast vollständig zerstört wurde.

## Persönlichkeiten
Der Regisseur Lino Procacci wurde am 19. Januar 1924 in Abeto geboren. Er starb in Foligno am 25. Januar 2012.

## Sehenswürdigkeiten
- San Martino, Kirche im Ortskern, die im 10. Jahrhundert entstand.[2][4] Der Campanile a torre entstand 1761, der neoklassische Stil wurde ab 1855 angewandt.[2] Die Kirche enthielt das Tafelgemälde Vergine collocata al centro con un coro di angeli che lascia cadere la neve sul colle Esquilino, il 5 di agosto von Neri di Bicci, das sich heute im Museo Diocesano di Spoleto befindet.[4]
- Brunnen an der Piazza Angeloantonio Cesqui, 1884 entstanden.[2][4]
- Santa Maria, auch Oratorio della Confraternita della Trinità genannt, mit Fassade und Campanile aus dem Jahr 1742.[2] Enthielt den im 15. Jahrhundert entstandenen Flügelaltar Madonna con Bambino aus toskanischer Schule, der sich heute im Museo Diocesano di Spoleto befindet.[4]
- Grotte di Abeto, etwa 2 km westlich von Abeto gelegene prähistorische Grotten.[7] Entdeckt wurden die Grotten 1874 von Giuseppe Bellucci. In der Gegend um die Grotten wurden Pfeile aus Feuerstein aus der Altsteinzeit gefunden.[8]
- San Michele Arcangelo, Kirchenruine in Fiano d’Abeto[9]

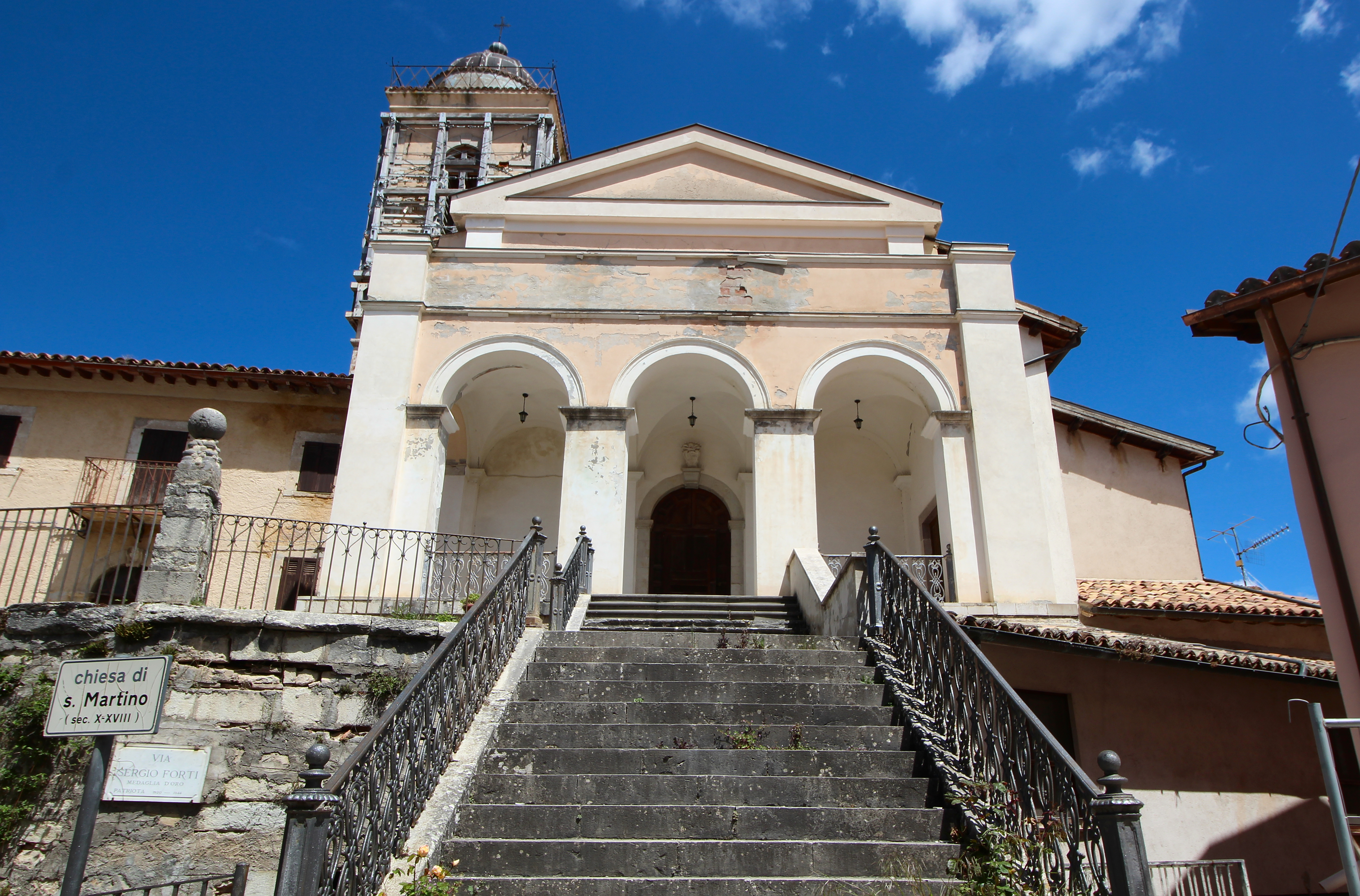
Die Kirche San Martino ad Abeto, Ortskern
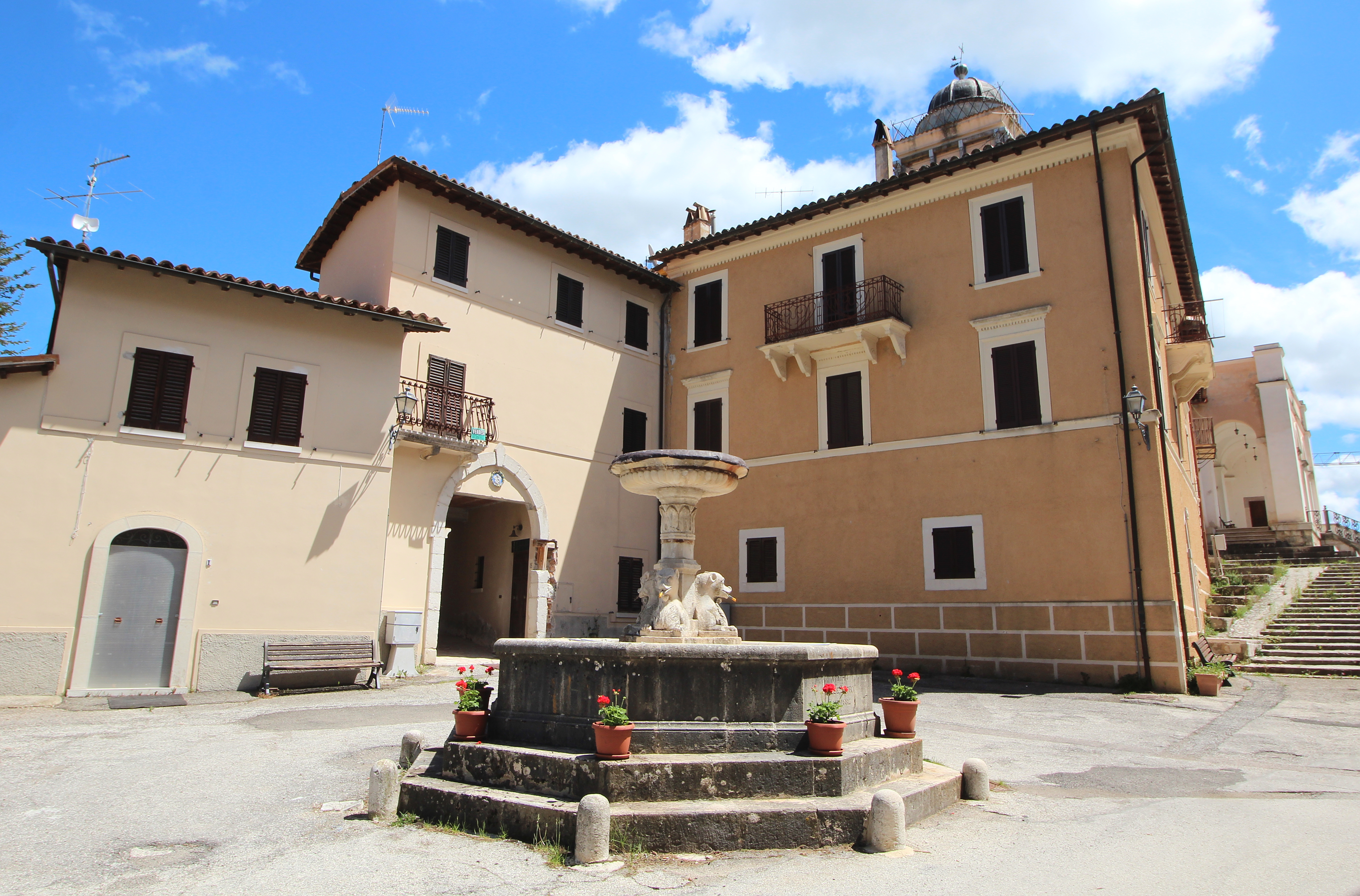
Piazza Angeloantonio Cesqui
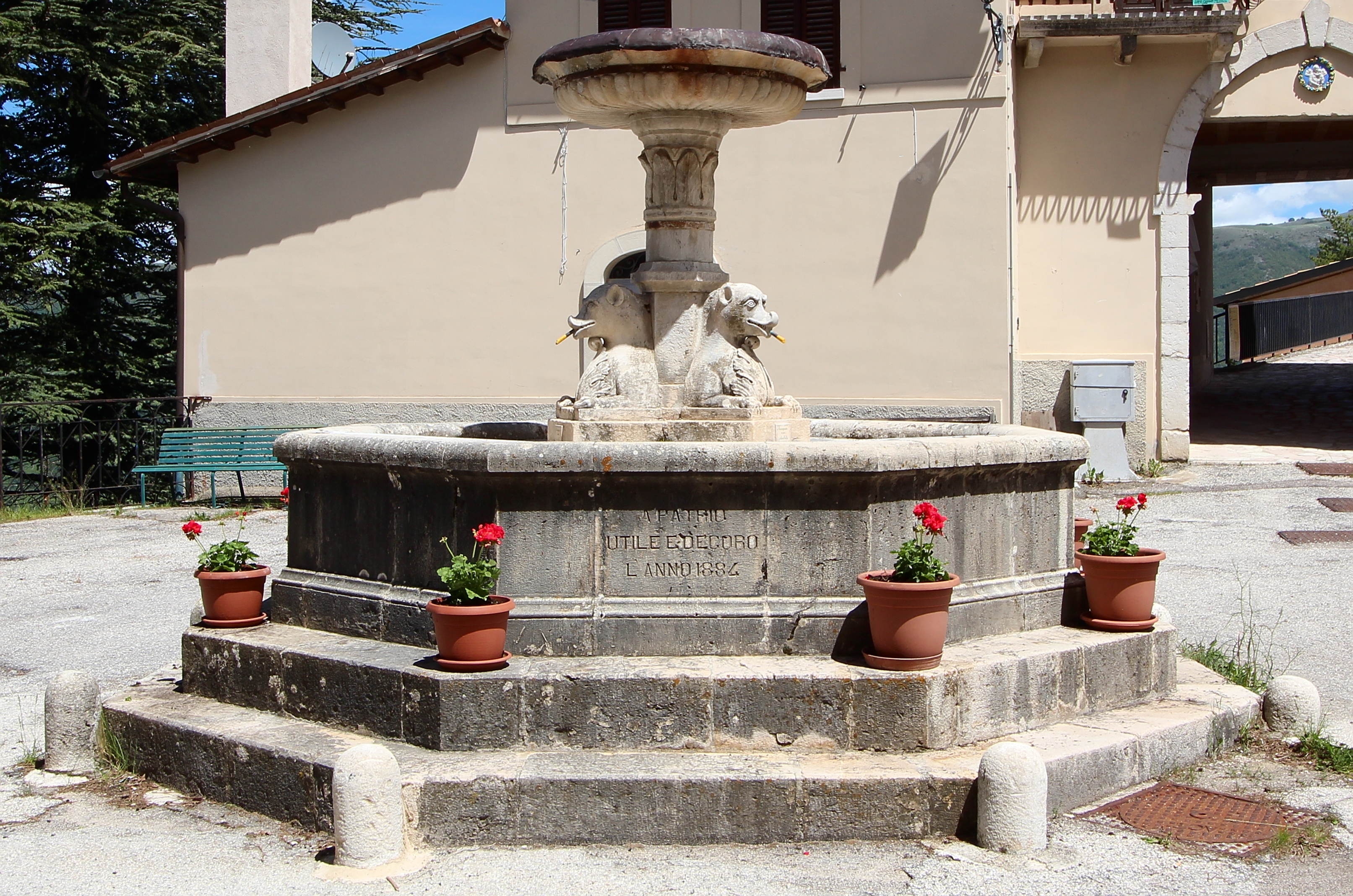
Brunnen an der Piazza Angeloantonio Cesqui
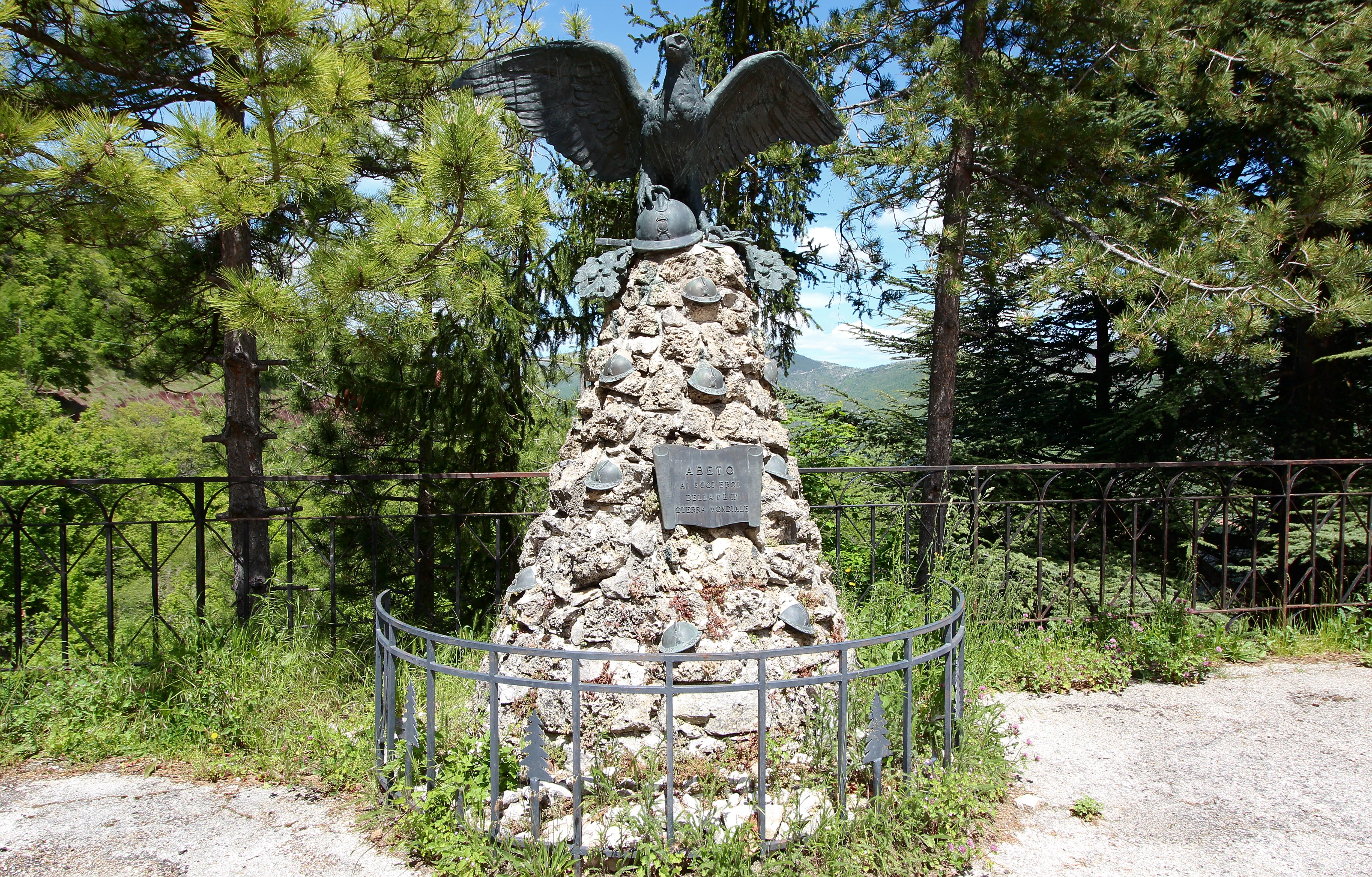
Gefallenendenkmal an der Piazza Angeloantonio Cesqui

## Verkehr
- Der Ort liegt an der Strada provinciale SP 475, die vom östlichen Gemeindegebiet von Preci Richtung Süden nach Norcia führt.
- Nächstgelegene Fernstraße ist die Strada Statale 3 Via Flaminia, die in direkter Entfernung etwa 25 km westlich liegt. Um über Straßen zu der Anschlussstelle Eggi (Ortsteil von Spoleto) zu gelangen, braucht es etwa 50 km.